# Vincenzo La Barbera
Vincenzo La Barbera (* um 1577 in Termini Imerese; † um 1647 in Palermo) war ein  Architekt und Maler des Manierismus auf Sizilien.

## Ausbildung und frühe Arbeiten
La Barbera wurde als Sohn des aus Ligurien stammenden Pietro La Barbera und der Domenica de Michele in Termini Imerese geboren. Dort war er auch Schüler von Antonio Spatafora, der ab Ende des 16. Jahrhunderts Stadtarchitekt von Termini Imerese war. 1597 heiratete La Barbera Elisabeta Spatafora, die Tochter seines Meisters.
1609 schuf der Künstler Fresken mit Szenen aus der Geschichte von Termini Imerese für den Sitzungssaal des dortigen Rathauses. Nach einem Vertrag vom 25. August 1609 wurde er leitender Architekt für die Erweiterungsarbeiten der Chiesa Madre in Caccamo.
Wahrscheinlich lebte er zu dieser Zeit vorübergehend in Palermo, da dort auch seine Arbeit in verschiedenen Palästen nachgewiesen sind. Mit dem Tod Spataforas übernahm La Barbera 1613 dessen Werkstatt und Titel als Stadtbaumeister in Termini Imerese. In dieser Eigenschaft entwarf er die Kirche Santa Croce al Monte della Compagnia dei Bianchi sowie Kloster und Kirche San Marco Evangelista delle Clarisse.

## Spätwerk in Palermo
1622 verlegte La Barbera seine Werkstatt nach Palermo. Seine Kontakte zur Genuesischen Gemeinde und den Jesuiten verschaffte ihm zahlreiche Aufträge, wie die Ausstattung zu den Feierlichkeiten anlässlich der Heiligsprechung von Francesco Saverio und Ignatius von Loyola.
In Zusammenarbeit mit dem Architekten Mariano Smiriglio arbeitete er 1626 in Palermo an der Chiesa del Carmelo.
1637–1638 malte er gemeinsam mit Pietro Novelli, Giuseppe Costantino und Gerardo Astorino an den Fresken für die Sala Montalto im Palazzo Reale. Einer seiner Schüler war Mariano Quaranta, der später Agata La Barbera, die Tochter seines Lehrmeisters heiratete.

## Werke (Auswahl)
- Chiesa Santa Maria degli Angeli (Caccamo): Kreuzwegstationen (gemeinsam mit Spatafora)
- Chiesa del Carmelo (Termini Imerese): „Der Stammbaum der Gottesmutter“
- Chiesa della Madonna delle Grazie (Trabia): Altarbild „Madonna della Grazie“ (um 1600)
- Chiesa Madre(Caccamo): Leitung der Erweiterungsarbeiten (1609) Sowie das Altarbild „Die Madonna besucht die Armen“ (1602) in der Cappella SS. Crocifisso und „Das Rosenkranzwunder“ in der Cappella Madonna del Rosario
- Chiesa di S. Carlo Borromeo (Termini Imerese): Tafelbilder
- Chiesa dell’Annunziata (Termini Imerese): Josefs und Mariens Hochzeit
- Chiesa Matrice (Ciminna): Altarbilder „Schlüsselübergabe an Petrus“  und „Der Schlaf der Jungfrau“
- Chiesa dei Quattro Coronati (Palermo): Altarbild „Heilige Rosalia“
- Museo Diocesano di Palermo: Tafelbild „Die Heilige Rosalia erbittet Hilfe für Palermo“
- Pinacoteca im Museo Civico (Termini Imerese): „Kreuzigung“